# 斯特凡诺·德西代里
斯特凡诺·德西代里（義大利語：Stefano Desideri，1965年7月3日—），意大利男子足球运动员，司职中场。他曾代表意大利国奥队参加1988年夏季奥林匹克运动会足球比赛，获得第四名。